# 圣索菲亚主教座堂 (诺夫哥罗德)
圣索菲亚主教座堂（Софийский собор，意为神圣智慧）位于俄罗斯大诺夫哥罗德，是俄罗斯正教会诺夫哥罗德教区的主教座堂。

## 历史
这座38米高，有五个圆顶的石头教堂，是由弗拉基米尔·雅罗斯拉维奇建于1045-1050年，以取代建于10世纪末的木制教堂，为俄罗斯最古老的教堂建筑。 

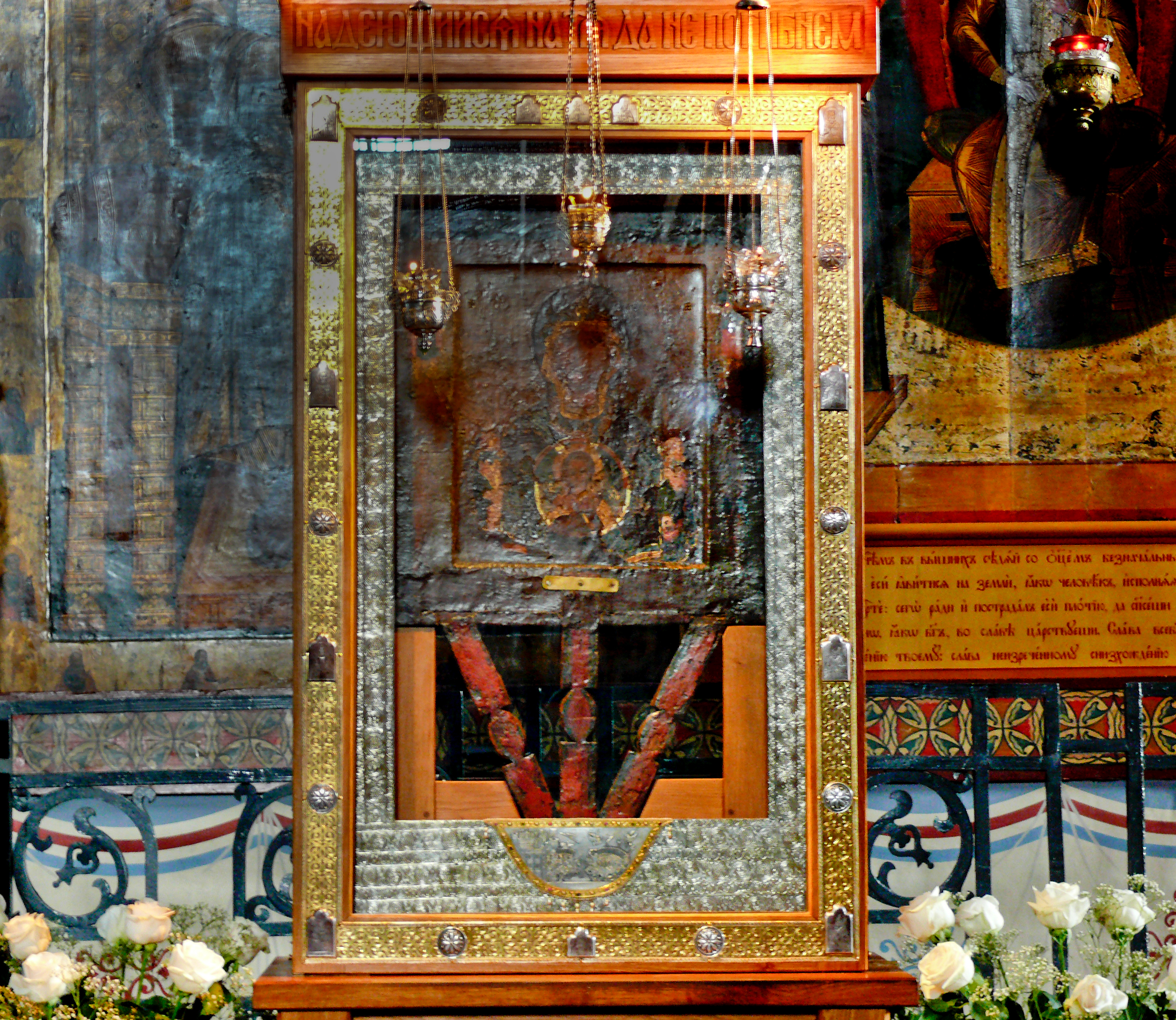

从12至15世纪，该堂是诺夫哥罗德共和国的礼仪和精神中心，该国从波罗的海一直延伸到乌拉尔山脉。诺夫哥罗德人颇为这座神圣智慧教堂自豪。
1570年代，该堂曾遭伊凡雷帝洗劫。
在苏联时期，该堂改为博物馆，1991年归还俄罗斯正教会。

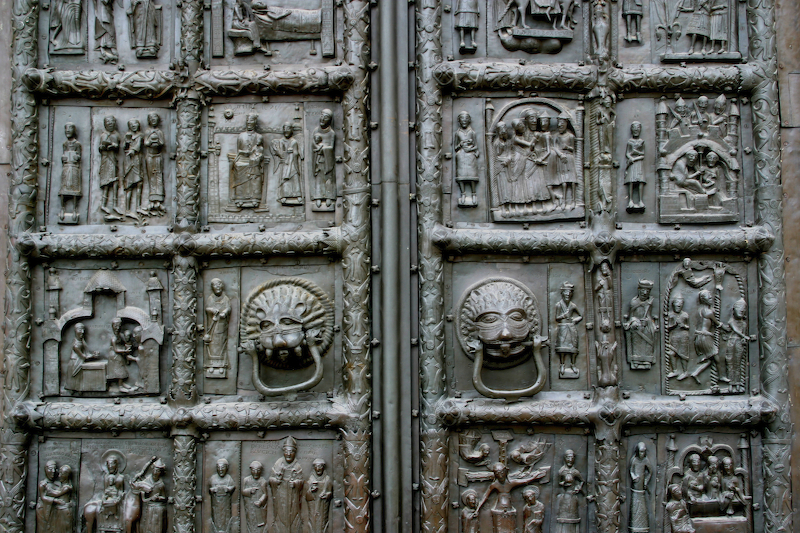